# Natur- und Geopark TERRA.vita

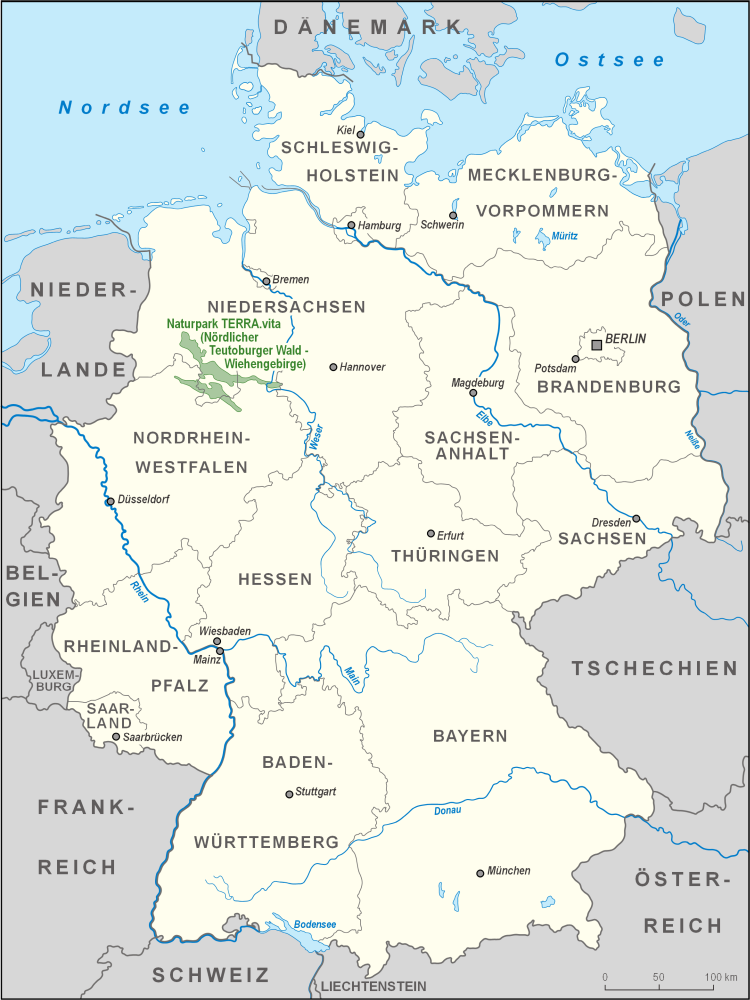
Lage des Natur- und Geoparks TERRA.vita

Der Natur- und Geopark TERRA.vita, ursprünglich Naturpark Nördlicher Teutoburger Wald-Wiehengebirge, ist ein Natur- und Geopark im Südwesten Niedersachsens und im Nordosten Nordrhein-Westfalens.
Laut dem „Verband deutscher Naturparke“ soll der Begriff TERRA.vita verdeutlichen, dass „aller Ursprung aus der Erde“ komme. Diese Einsicht bilde den „roten Faden“ der Arbeit des Trägervereins.
Der Naturpark Nördlicher Teutoburger Wald – Wiehengebirge wurde 1962 gegründet und umfasst mit einer Gesamtfläche von rund 1500 km² die Mittelgebirgszüge des Teutoburger Waldes und des Wiehengebirges (inklusive des westlichen Randes des Wesergebirges) sowie den größten Teil des Osnabrücker Landes (einschließlich einiger tiefer gelegener Gebiete im Landkreis Osnabrück).
Als erstem deutschen Naturpark gelang es TERRA.vita 2001, als Europäischer Geopark anerkannt zu werden. Seit dem Jahr 2004 gehört der Park zum Geopark-Netzwerk der UNESCO. Zum Nationalen Geopark wurde er erst 2008. Am 17. November 2015 erfolgte schließlich die offizielle Anerkennung als UNESCO Global Geopark durch die UNESCO. Diese Anerkennung wurde im September 2019 um weitere vier Jahre verlängert.
Die Büros der hauptamtlichen Mitarbeiter des Natur- und Geoparks befinden sich in den Räumen des Kreishauses des Landkreises Osnabrück.

Logo des Naturparks TERRA.vita

## Status und Zweck
Der Natur- und Geopark wurde 1965 als Ganzer unter seinem damaligen Namen „Naturpark Nördlicher Teutoburger Wald – Wiehengebirge“ (LSG OS 00001 und LSG OS-S 00023) zum Landschaftsschutzgebiet erklärt. Mehrere kleinere Landschaftsschutzgebiete sind nach 1965 aus dem großen Gebiet herausgelöst worden und bilden eigene Gebiete, z. B. das im Dezember 2018 eingerichtete LSG „Börsteler Wald und Teichhausen“ (LSG FFH295). Die Stadt Osnabrück betont in einem Artikel über TERRA.Vita, dass es wichtig sei, Landschaften als Erholungsgebiete auszuweisen, dafür zu sorgen, dass sie diese Aufgabe erfüllen können, und diese Leistungsfähigkeit für einen nachhaltigen Tourismus erfolgreich zu kommunizieren. Der Park TERRA.vita solle, wie alle Naturparks, „unter Beachtung der Ziele des Naturschutzes und der Landschaftspflege geplant, gegliedert, erschlossen und weiterentwickelt werden.“
Der Zweck des Trägervereins ist es laut dessen Satzung (§ 2 Abs. 1), „im Zusammenwirken mit allen interessierten Stellen den Naturpark mit dem Ziel zu fördern, in diesem als Erholungsgebiet besonders geeigneten Raum die Landschaft zu erhalten und zu pflegen, die heimische Tier- und Pflanzenwelt zu schützen und durch geeignete Maßnahmen eine naturnahe umweltverträgliche Erholung zu ermöglichen.“

## Organisation
Träger des Natur- und Geoparks TERRA.vita ist der TERRA.vita – Natur- und Geopark Nördlicher Teutoburger Wald, Wiehengebirge, Osnabrücker Land e. V. Dem Verein gehören satzungsgemäß Gebietskörperschaften und die Fremdenverkehrsverbände im Gebiet des Vereins (§ 2 Abs. 2 der Satzung) sowie „natürliche[…] und juristische[…] Personen sowie Personenvereinigungen, die sich zu den Zielen des Vereins bekennen“ (§ 5 der Satzung), an. „Die zur Erreichung des Vereinszwecks benötigten Mittel werden durch Mitgliedsbeiträge, Spenden und öffentliche Zuwendungen aufgebracht“ (§ 4 der Satzung).
Im Vereinsvorstand sind Vertreter der Gebietskörperschaften sowie des NLWKN, der Landwirtschaftskammer Niedersachsen und der Waldbauernverbände Weser-Ems und Nordrhein-Westfalen präsent. Den Vorstandsvorsitz hat der jeweilige Landrat/die Landrätin des Landkreises Osnabrück inne (§ 10 der Satzung).
Seit Juli 2021 werden im Bereich des Hüggels erstmals Ranger im Natur- und Geopark TERRA.vita eingesetzt.

## Geographie

### Nördlicher Bereich

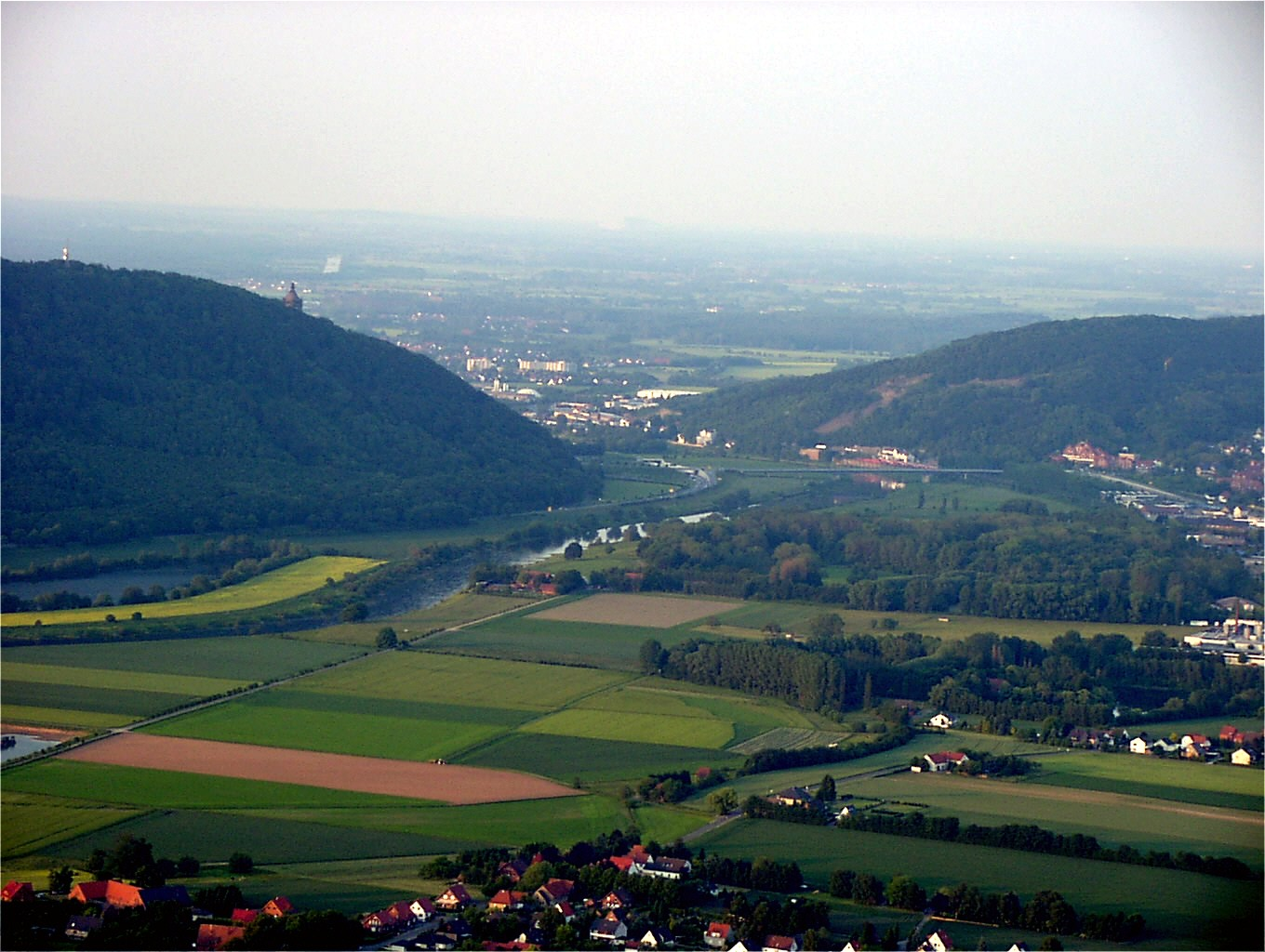
Weserdurchbruch Porta Westfalica

Der nördliche Teil des Natur- und Geoparks beginnt im Hahnenmoor im Artland und zieht sich von dort aus in südöstlicher Richtung über die Ankumer Höhe nach Bramsche. Von dort aus gelangt man in den südlichsten Bereich des Oldenburger Münsterlands und den Nordosten des Osnabrücker Landes, die ebenfalls zum Park TERRA.vita gehören. Von Bramsche aus breitet sich der Park nördlich von Osnabrück über das Wiehengebirge in Richtung Osten aus und danach über den Weserdurchbruch Porta Westfalica sogar noch bis zum einiges weiter östlich liegenden Bückeburg, das bereits östlich der Weser und nördlich des Wesergebirges liegt; damit reicht sein Parkgebiet auch noch in die nordwestlichen Bereiche des zuletzt genannten Gebirges hinein.

### Mittlerer Bereich
Der mittlere Bereich wird geprägt von Osnabrück mit dem Osnabrücker Bergland.

### Südlicher Bereich
Der südliche Teil des Natur- und Geoparks liegt im nördlichen Teutoburger Wald. Er beginnt östlich von Hörstel und verläuft über das Tecklenburger Land und Bad Iburg Richtung Südosten bis nach Bielefeld.

### Einzelne Gebirge
- Teutoburger Wald
- Wiehengebirge
- Wesergebirge

### Benachbarte Naturparks
Nördlich schließt sich der Naturpark Dümmer mit dem See Dümmer und den Dammer Bergen an, östlich von Bückeburg grenzt TERRA.vita an den Naturpark Weserbergland. Südöstlich von Bielefeld liegt der Naturpark Teutoburger Wald/Eggegebirge. Im Nordwesten bei Herzlake befindet sich der Naturpark Hümmling etwa 5 km entfernt.

## Geologie und Landschaft
Ist der Kern des Parks von typischen Mittelgebirgslandschaften – mit interessanten geologischen Verwerfungslinien (Antiklinale) – geprägt, so finden sich im Norden im Bereich der Ankumer Höhe auch Endmoränen der Saale-Eiszeit. Nacheiszeitliche Moore, z. B. das Große Moor mit seinen südlichen Ausläufern, gehören ebenfalls zum Landschaftsbild. Ungefähr 70 % des Parks nehmen Waldflächen ein. Geologisch umfasst der Park die Erdzeitalter von Karbon bis Quartär (Geologie).

## Tourismus
Mit den Oberzentren Osnabrück und Bielefeld hat der Park zwei wichtige Städte als Anlauf- und Informationspunkte. Zwei Fernwanderwege über die Höhenzüge des Wiehengebirges (nämlich der vom Wiehengebirgsverband Weser-Ems betreute Wittekindsweg) und des Teutoburger Waldes (nämlich der vom Teutoburger-Wald-Verein betreute Hermannsweg) ermöglichen eine intensive Erkundung des Parks, der wie kaum ein anderer unterschiedliche Landschaftsformen erfahrbar macht. 300 Millionen Jahre Erdgeschichte können hier live erlebt werden. Seit 2006 erleichtert die Straße der Megalithkultur genannte Ferienstraße von Osnabrück nach Oldenburg Kraftfahrern den Weg zu den im TERRA.vita-Gebiet und nördlich davon sehr häufig vorkommenden steinzeitlichen Großsteingräbern. Seit 2013 ist die Straße ein „Megalithic Routes“ genannter Kulturweg des Europarats. Im Osnabrücker Land verläuft der Wanderweg Hünenweg in etwa parallel zu der Ferienstraße. Die Erdgeschichte kann auch durch die 150 Millionen Jahre alten Saurierspuren in Bad Essen-Barkhausen, Bergbaumuseen, Besucherbergwerke in Osnabrück, die Dörenther Klippen bei Ibbenbüren und den Weserdurchbruch bei Porta Westfalica erlebt werden. Große Eiszeitfindlinge runden die Geschichte ab. Eine Besonderheit ist der im TERRA.vita-Gebiet liegende Heimat-Tierpark Olderdissen in Bielefeld.
2017 gab der Wiehengebirgsverband Weser-Ems die Trägerschaft für den Hünenweg auf und übergab sie an die Tourismusverbände Emsland und Osnabrücker Land. TERRA.vita organisiert seitdem das Projekt „neuer Hünenweg“, das durch eine bessere Sichtbarmachung des Weges in der Landschaft sowie teilweise durch eine neue Trassenführung gekennzeichnet ist. Im April 2018 wurde der „neue Hünenweg“ offiziell eröffnet. Der Hünenweg soll in die Niederlande (bis Groningen) verlängert werden. Die Geoparks TERRA.vita und „De Hondsrug“ kooperieren bei diesem Projekt. Beide Einrichtungen wollen ihre Auszeichnung durch die UNESCO durch das „Ankerprojekt Hünenweg/Hondsrugpad“ „in Wert setzen“.

### Museen
Folgende Museen bieten interessante Einsichten in die geokulturelle Entwicklung der Region:
- Naturkunde-Museum Bielefeld
- Museum und Park Kalkriese, Bramsche-Kalkriese
- Museum am Schölerberg, Osnabrück
- Museum Industriekultur, Osnabrück
- Dobergmuseum – Geologisches Museum Ostwestfalen-Lippe, Bünde

## Bildergalerie

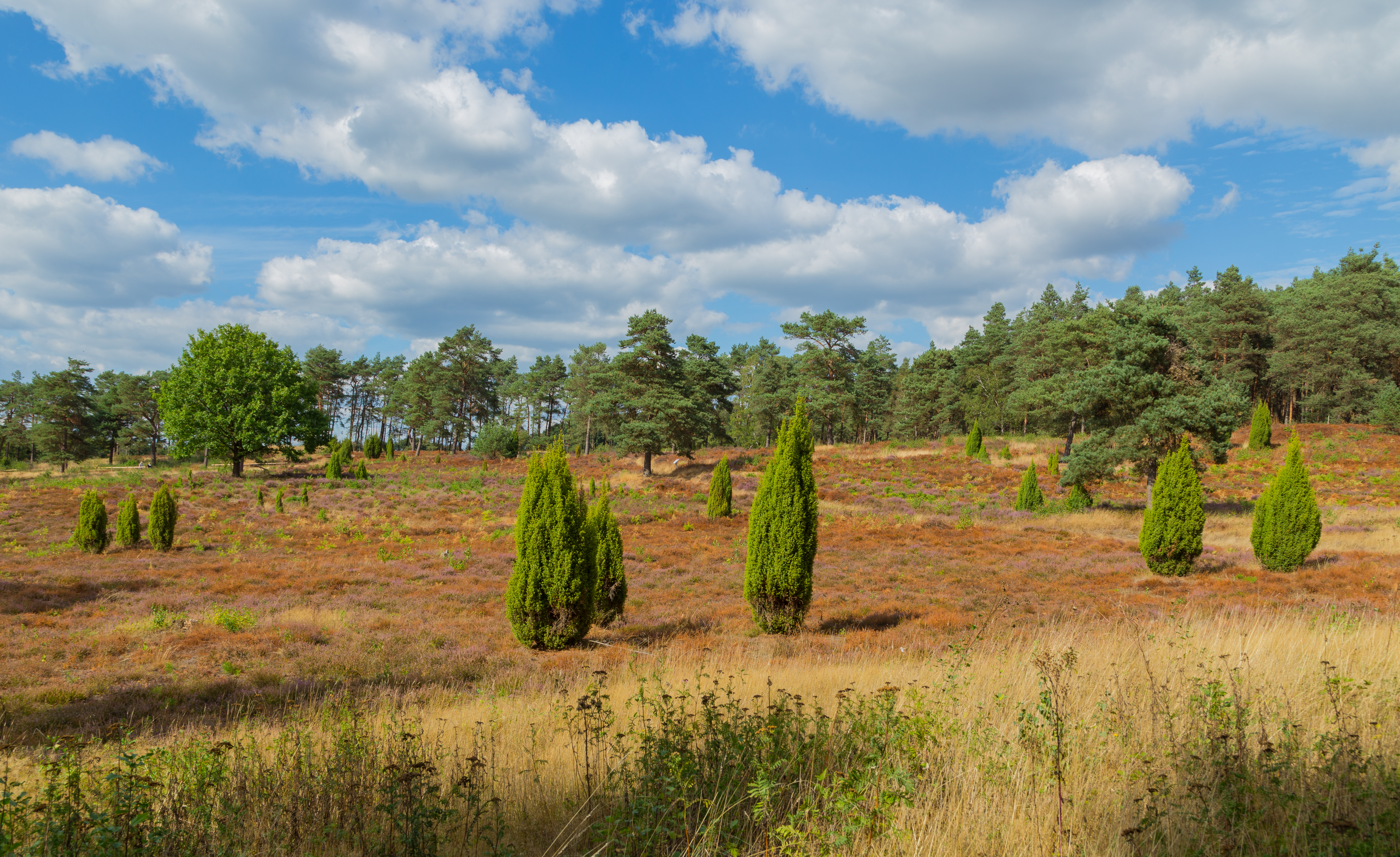
Wacholderhain/Gräberfeld Plaggenschale
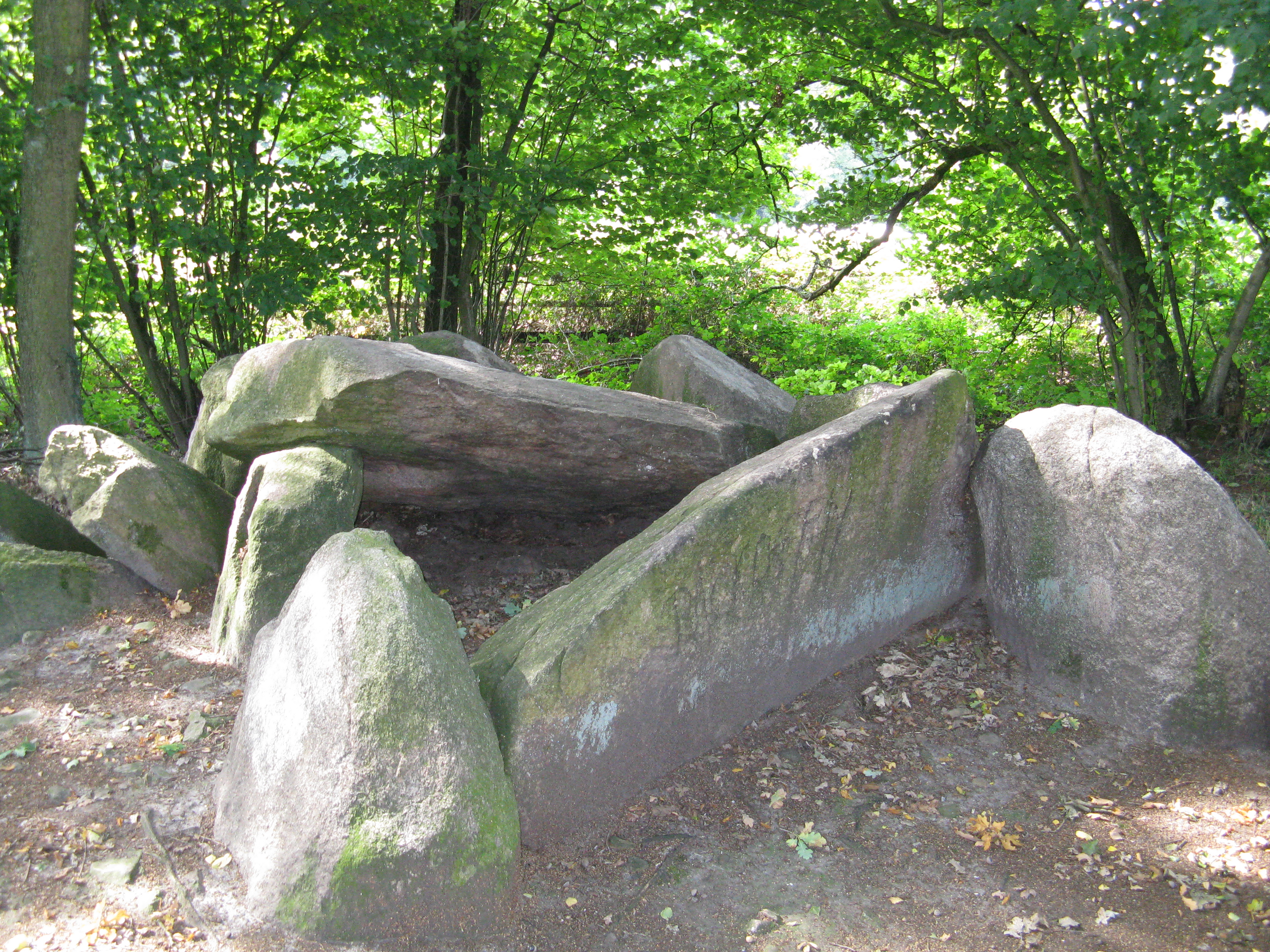
Großsteingrab „Teufels Backofen“
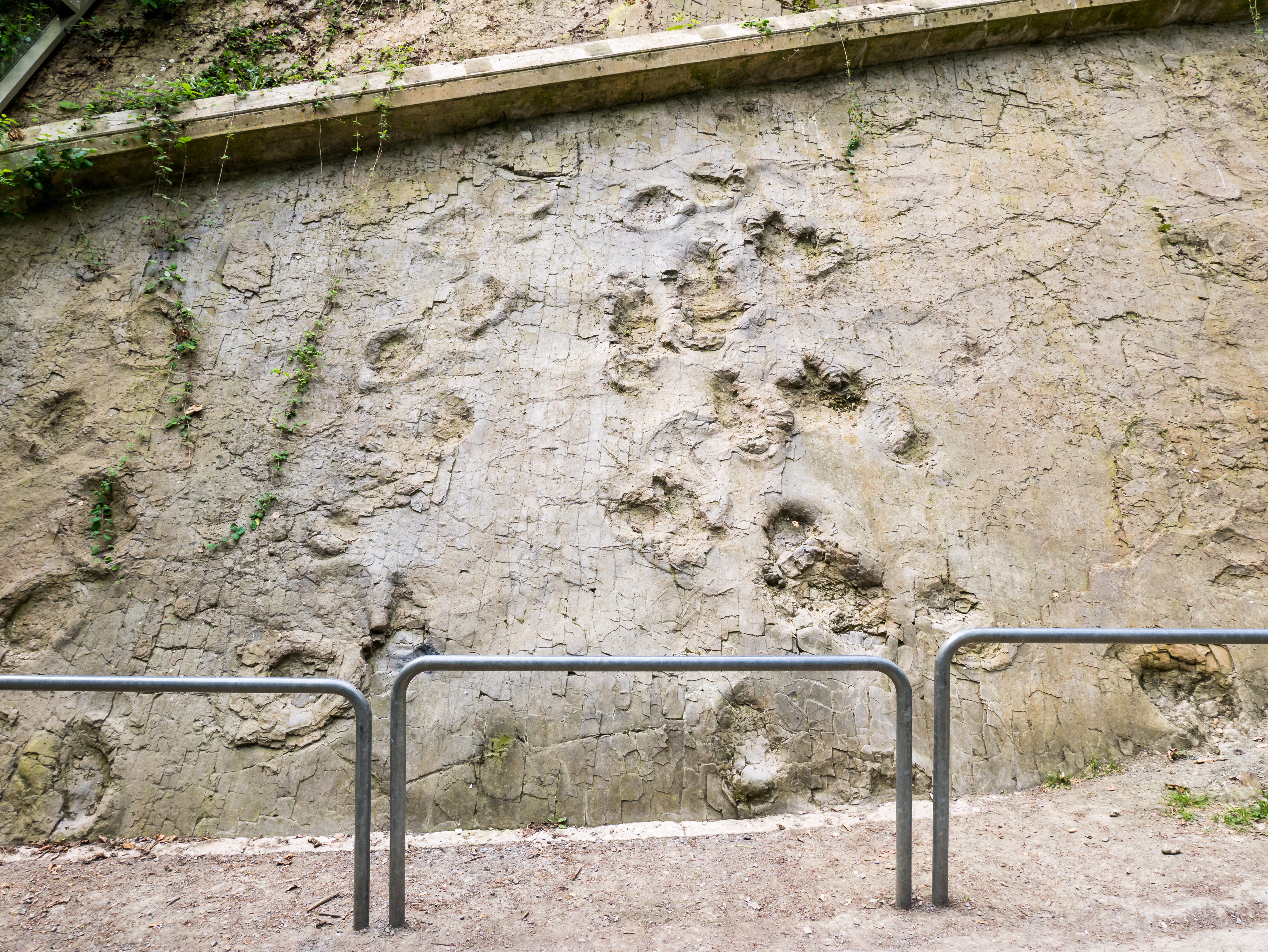
Dinosaurierfährten von Barkhausen
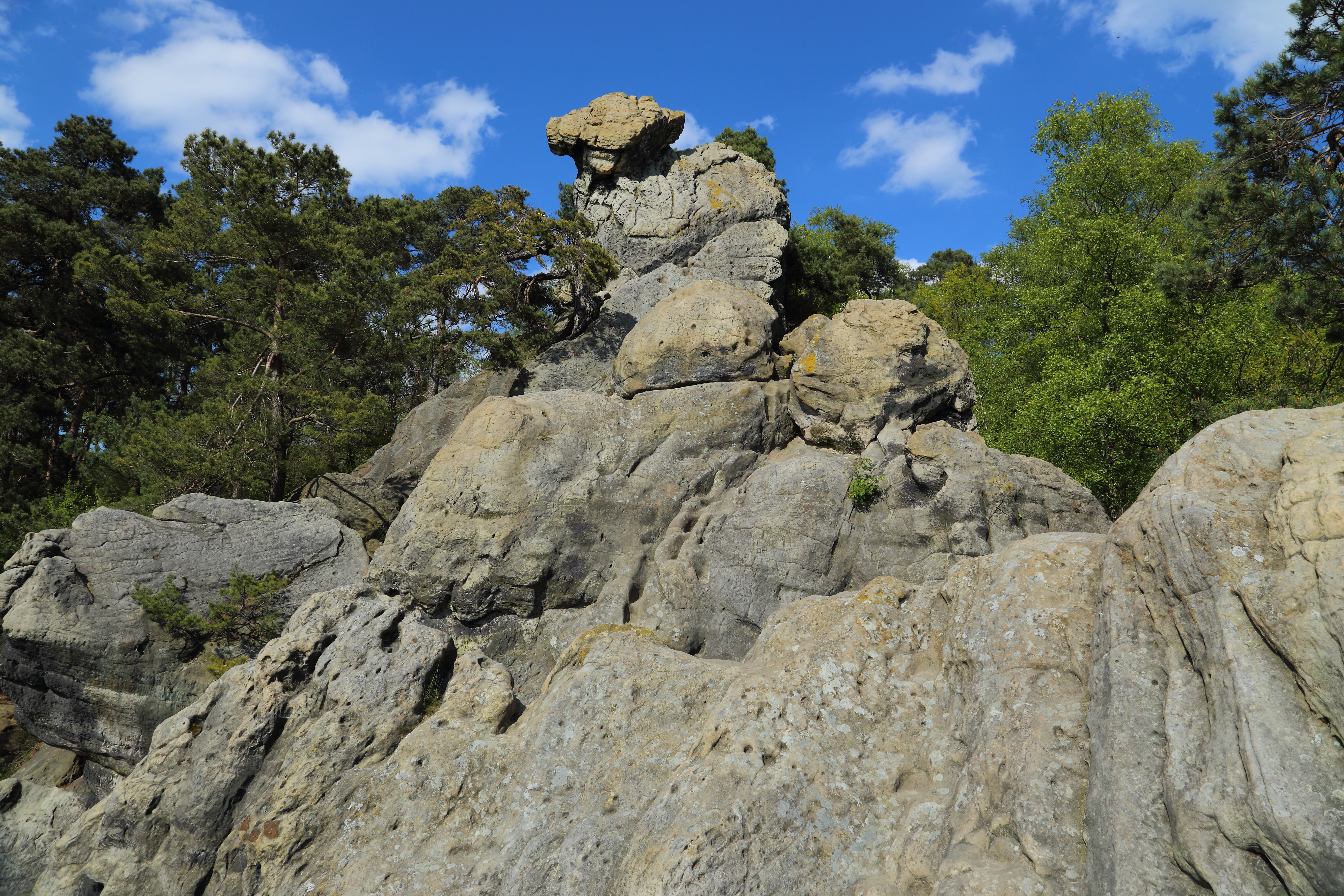
Dörenther Klippen: Steinformation „Hockendes Weib“
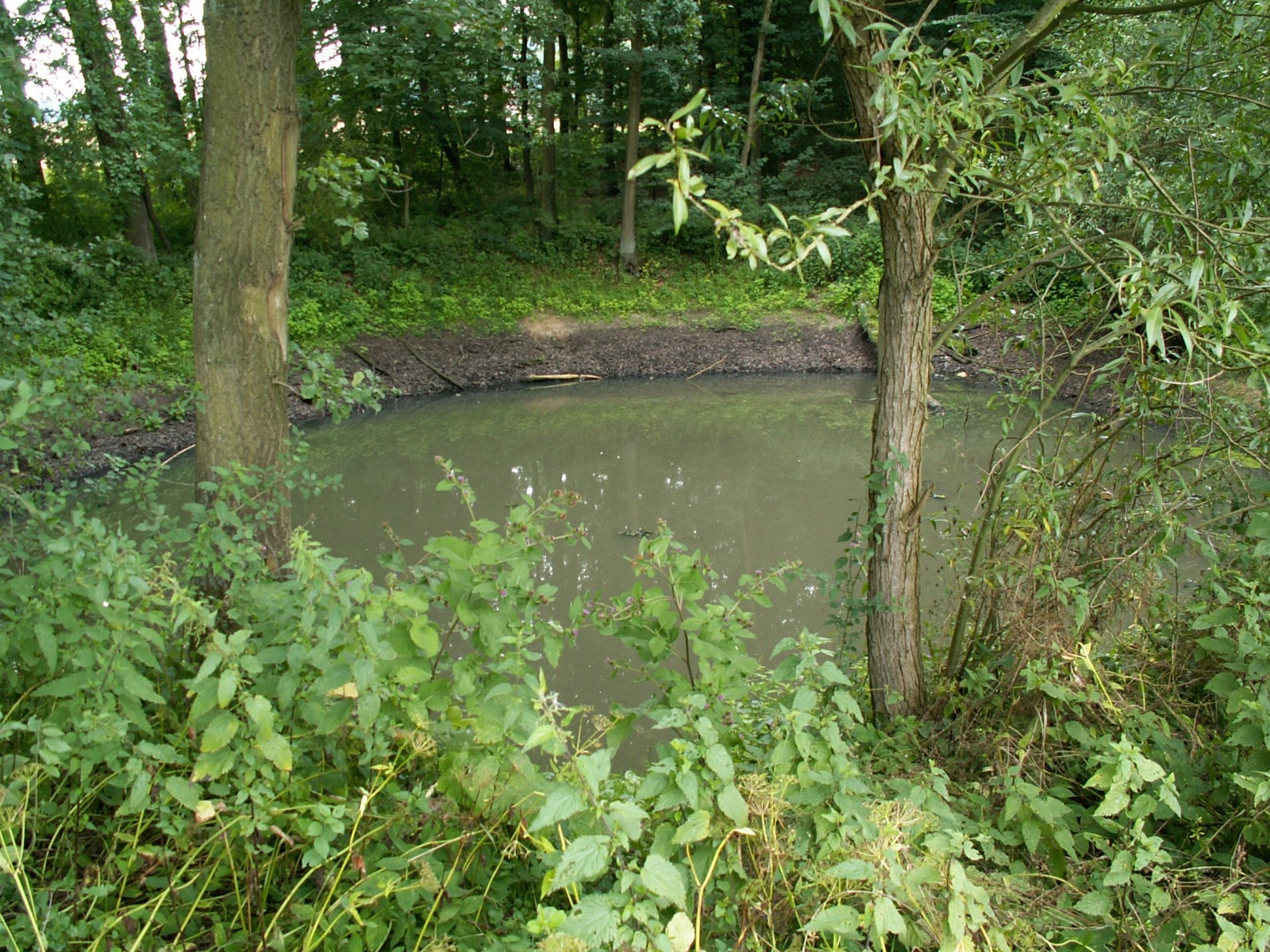
Erdfall „Icker Loch“
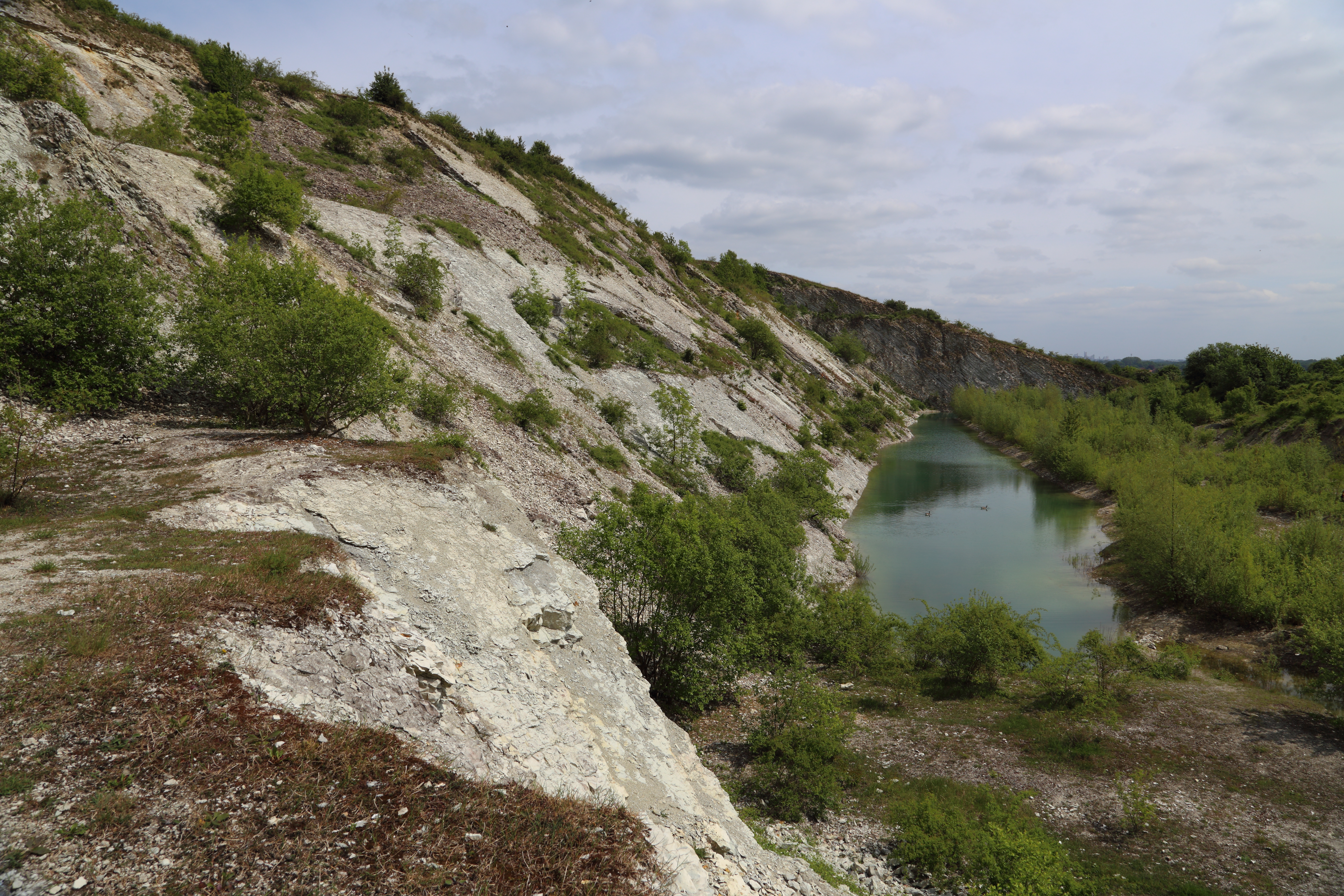
Naturschutzgebiet „Steinbruch Osterklee“
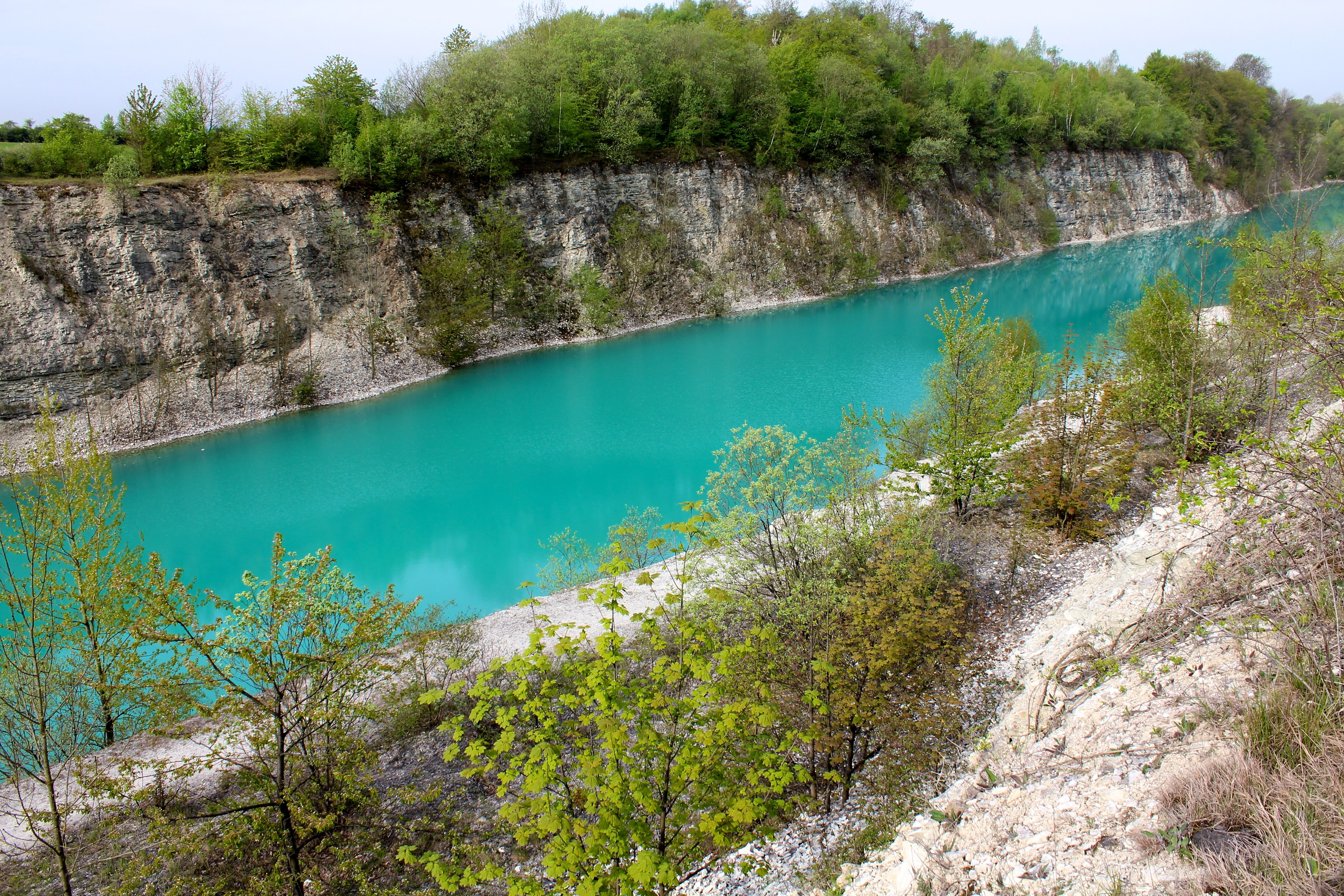
Naturschutzgebiet „Steinbruch im Kleefeld“ („Blaue Lagune“)
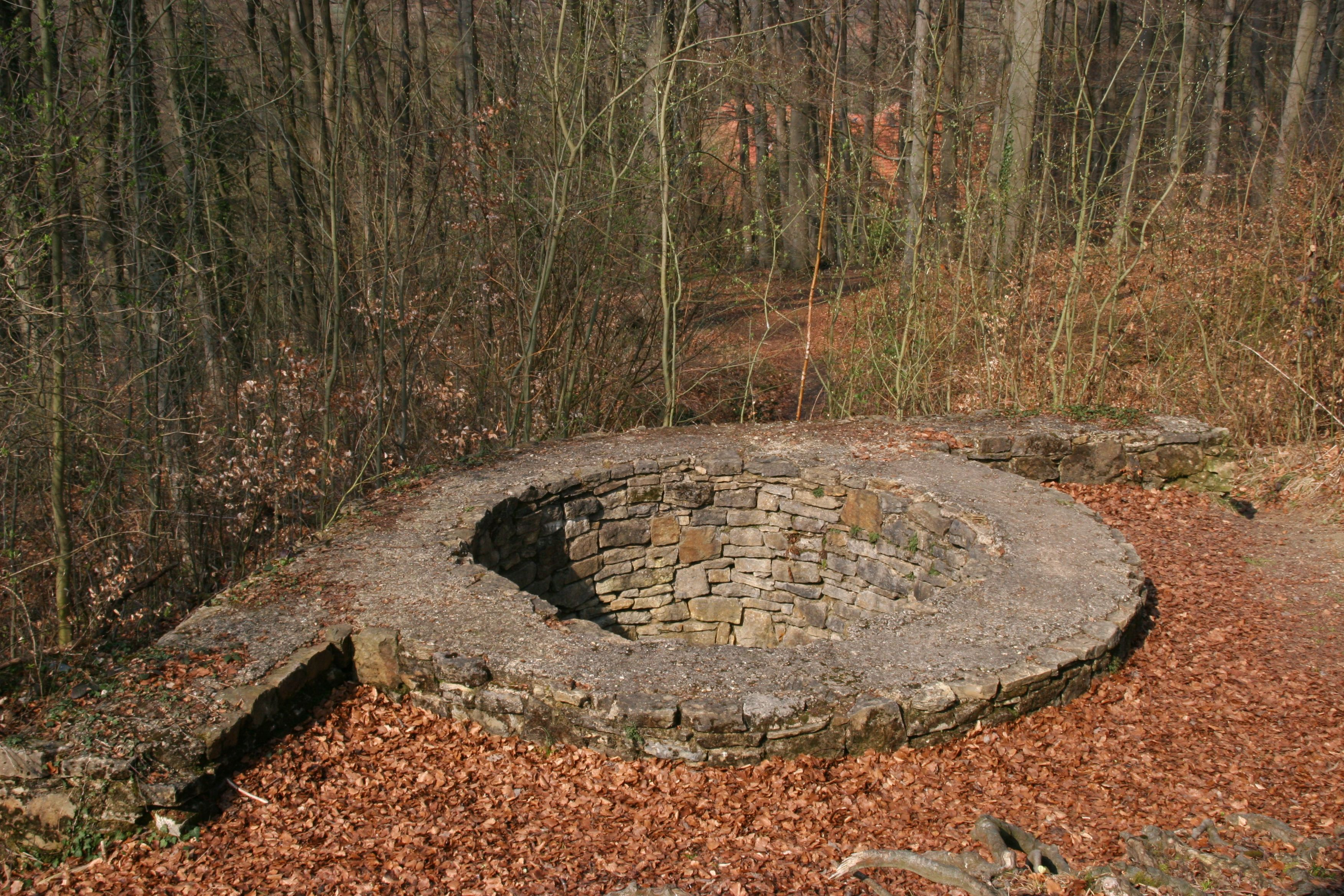
Turmfundament der Wittekindsburg
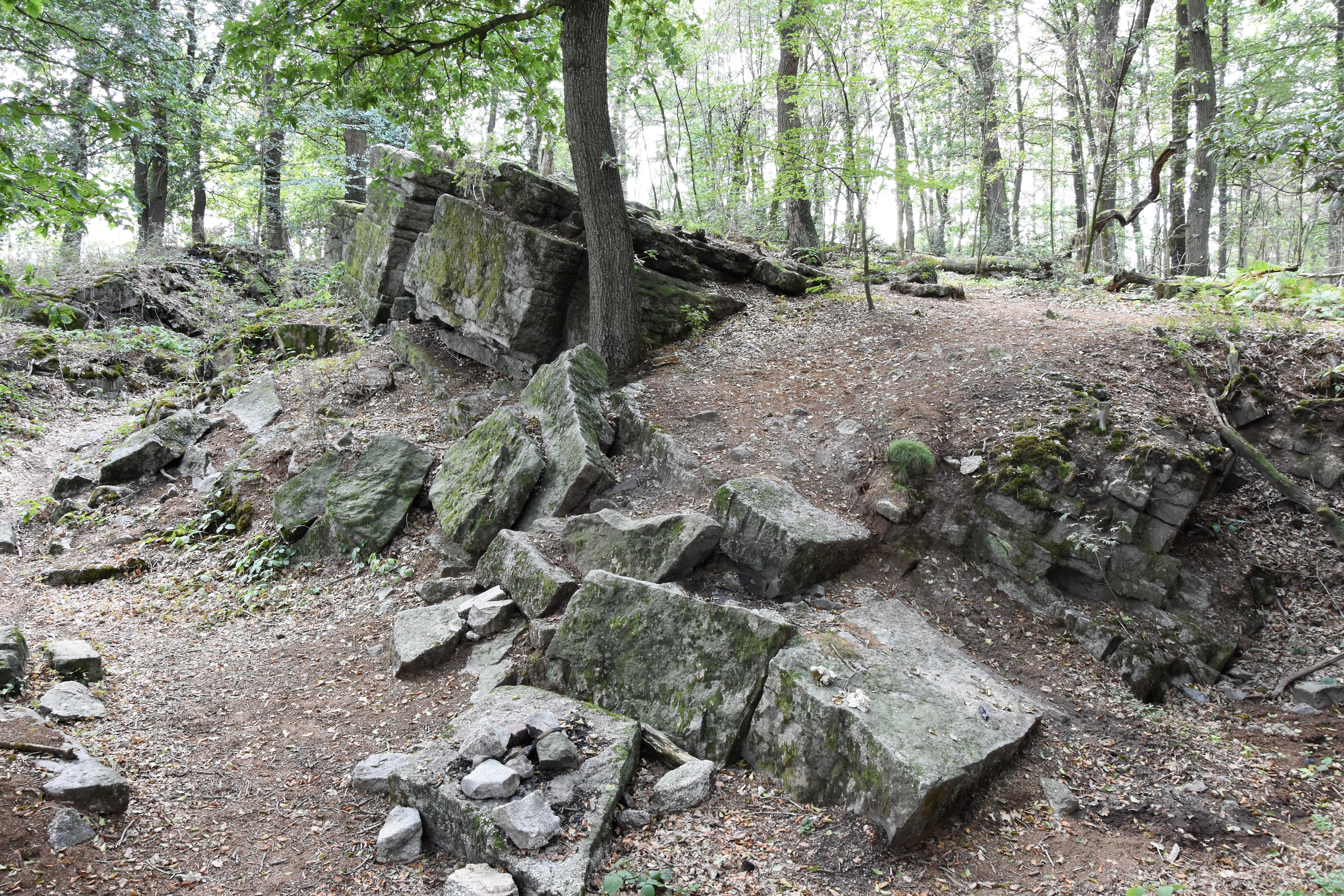
Johannissteine am Piesberg
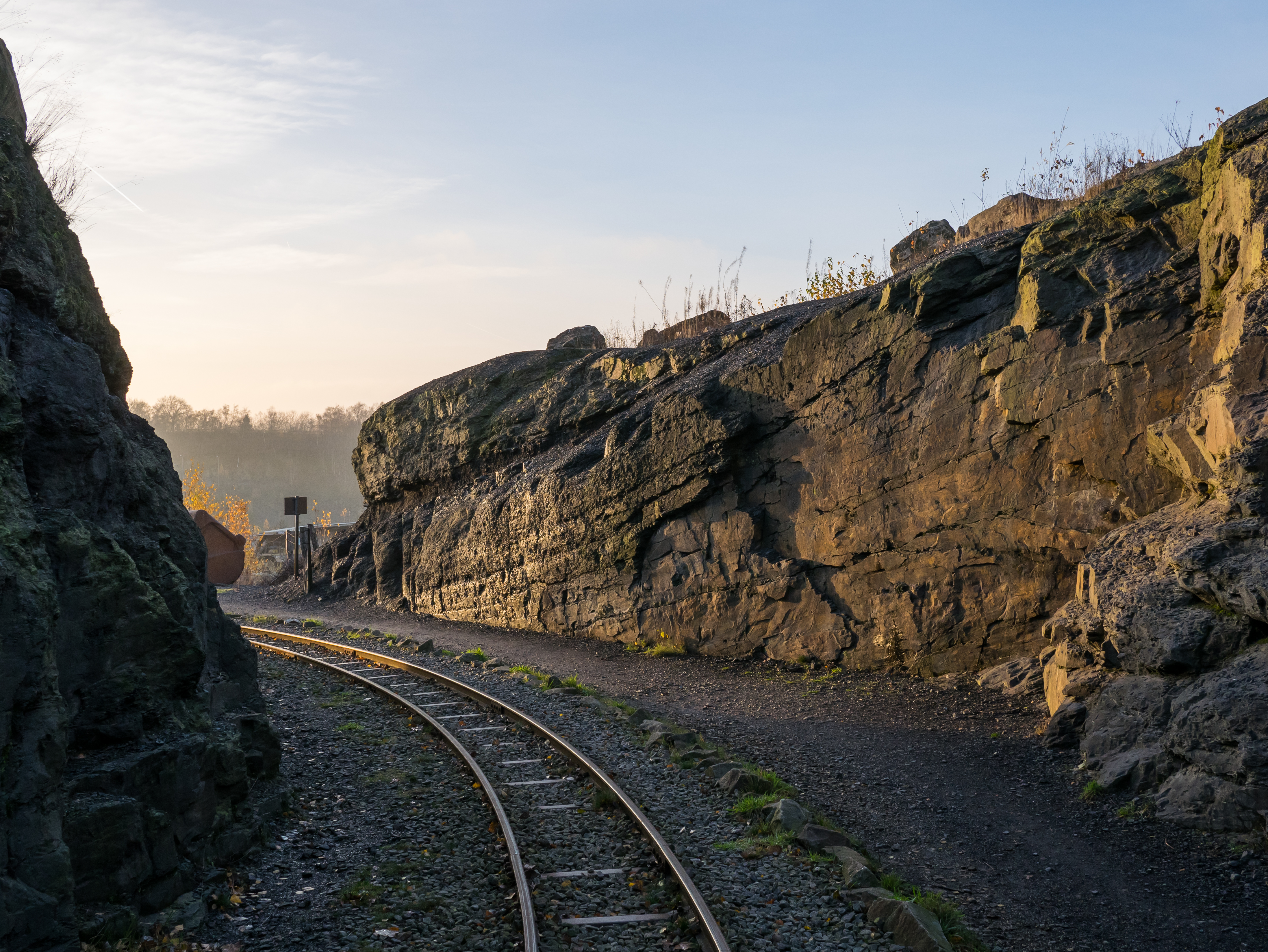
Geländeeinschnitt am Piesberg
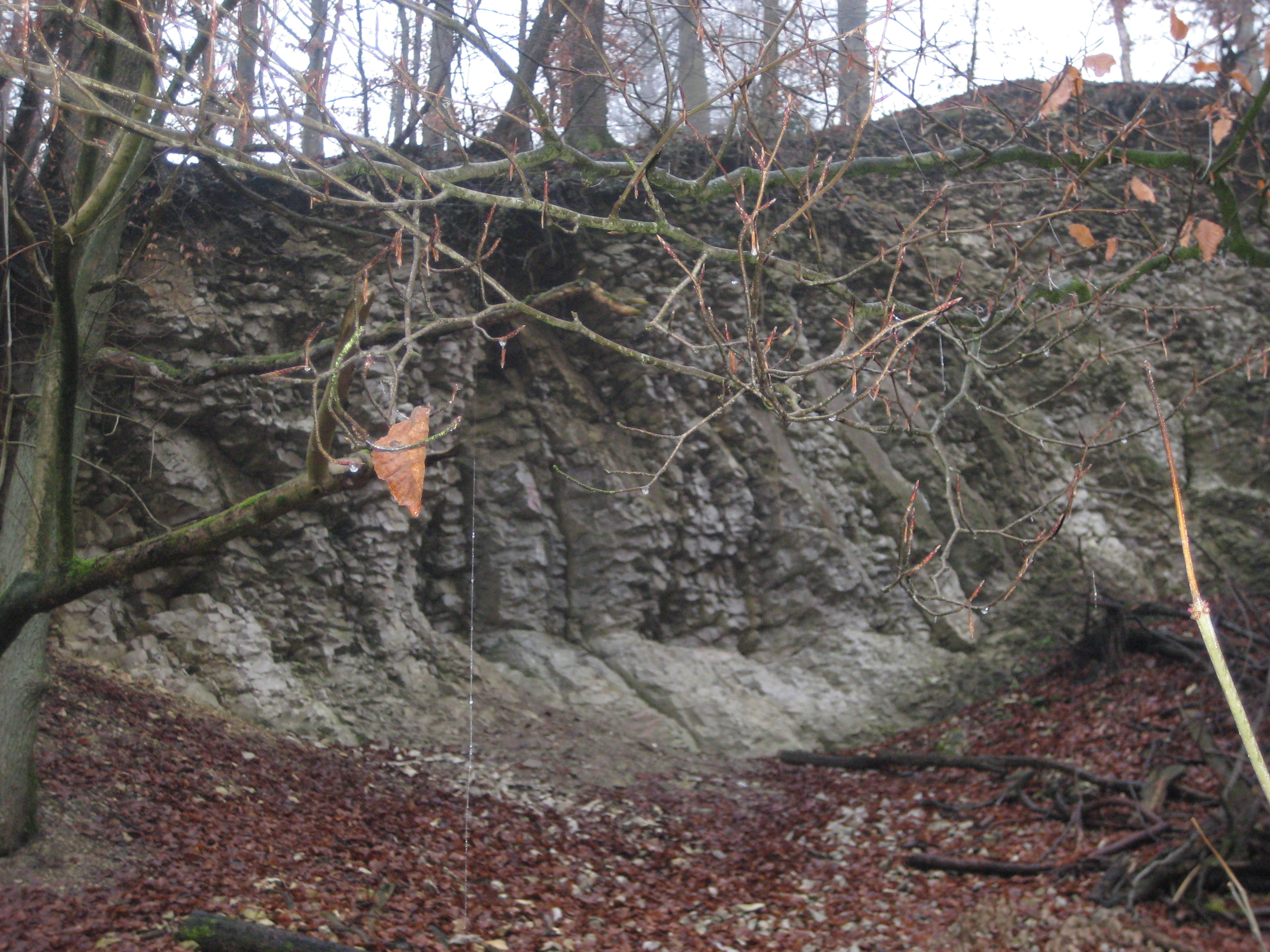
Ehemaliger Steinbruch am Kleinen Freeden

## Kritik
Der nordwestlichste Ausläufer des TERRA.vita-Gebiets liegt im Naturraum Bersenbrücker Land, dessen Südwesthälfte er einnimmt. Das Bundesamt für Naturschutz bemängelt in seinem „Steckbrief“ für das Bersenbrücker Land, dass dort der „effektive Schutzanteil“ nur drei Prozent betrage und dass „der Anteil der im Rahmen der Biotopkartierung erfassten Flächen gering“ sei. Zwei Drittel des Gebiets seien ackerbaulich genutzt, Grünland existiere kaum noch. Es gebe kaum Laubwälder, stattdessen dominierten Nadelwaldforsten. Das BfN zählt das Bersenbrücker Land zum „Raum um Vechta“, einem der „Zentren der Massentierhaltung in Deutschland“.
Das BfN ist vor allem an umfangreichen Biotopverbunden in Deutschland interessiert. Im Hinblick auf dieses Kriterium bewertet es 73 Prozent der Fläche des Naturraums Bersenbrücker Land als „Defizitraum“. Eine „nur“ als Landschaftsschutzgebiet ausgewiesene Fläche gilt für das BfN nicht als „effektiv geschützt“. Tatsächlich sind Landschaftsschutzgebiete oft in der Praxis nur geeignet, die Ausbreitung von Bebauungen zu verhindern (weshalb größere Siedlungen nicht zum TERRA.vita-Gebiet gehören), nicht aber Formen der Landwirtschaft wie die Massentierhaltung oder großflächigen Bodenabbau.
Im „Masterplan“ von 2015 wird (S. 17) darauf hingewiesen, dass der TERRA.vita e. V. aufgrund „seiner begrenzten personellen und finanziellen Ressourcen […] zukünftig besonderes Gewicht auf die Qualitätssicherung der vorhandenen Infrastruktur mit erdgeschichtlichem Bezug“ legen müsse. 